# Зооноза
Зоонозите са група от инфекциозни и паразитни болести, които могат да се предават от животните на хората и обратно.
- Като „зооантропонози“ се означават заболяванията, които обикновено се предават от животните на хората. Такива са трихинелозата, антраксът, бруцелозата, шапът и др.

- Като „антропозоонози“ се означават заболяванията, които обикновено се предават от хората на животните. Типичен пример е тениаринхозата (говеждата тения).

## Класификация
Според начина на предаване и участието на обекти на външната среда като фактори на предаване на зоонозите, са оформени 4 основни групи:
1. Ортозоонози (преки зоонози) – това са група болести, които се предават директно чрез контакт от животните на човека и обратно, или при употребата на животински продукти за храна (мляко, месо, яйца) и за индустриални цели (кожа, вълна).
2. Циклозоонози – група болести, чиито причинители преминават определен цикъл на развитие и в животните, и в човека. Това са предимно паразитни болести, при които човека и животните са гостоприемници на различни етапи от развитието на паразита.
3. Метазоонози – болести, при които заразата се предава от животни на хора и обратно посредством посредник, обикновено членестоноги (насекоми и паякообразни).
4. Сапрозоонози – болести, при които резервоар на заразата са животните. Заразяването на животните или хората обикновено става чрез поемане на причинителя от външната среда посредством почва, вода, фуражи. Причинителят обикновено има висока устойчивост във външна среда и се запазва дълго време там.

По етиологичен принцип зоонозите се делят на:
- вирусни;
- прионни;
- бактерийни;
- рикетсийни;
- гъбни;
- паразитни.